# Península Valdés

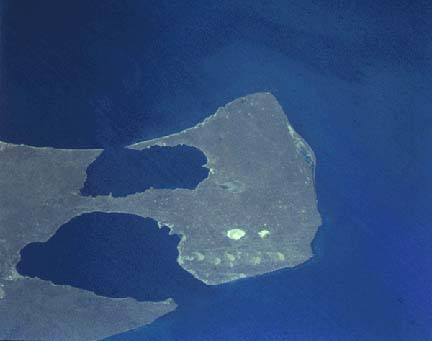
Imagens de satélite da Península Valdés

A Península Valdés é uma parte da Patagônia Argentina que tem uma área de aproximadamente 4000 km² de áreas de falésias e enseadas. Essa região abriga uma grande variedade de espécies animais e conserva um ecossistema bastante peculiar, especialmente com espécies marinhas e aves de migração.
A Península Valdés é Património Mundial desde 1999.

## Galeria

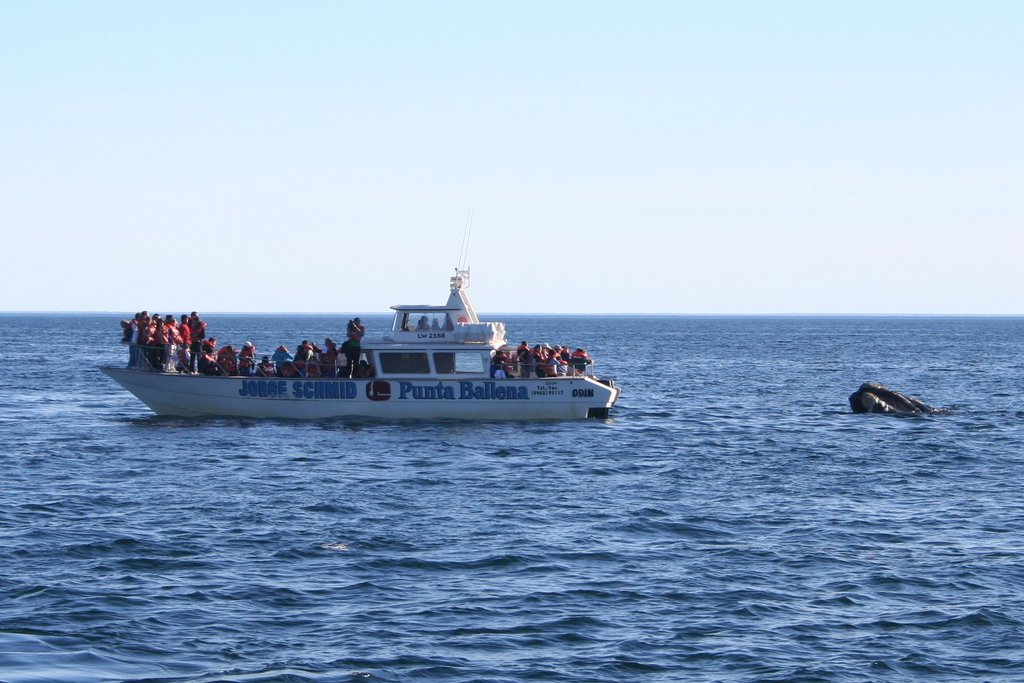
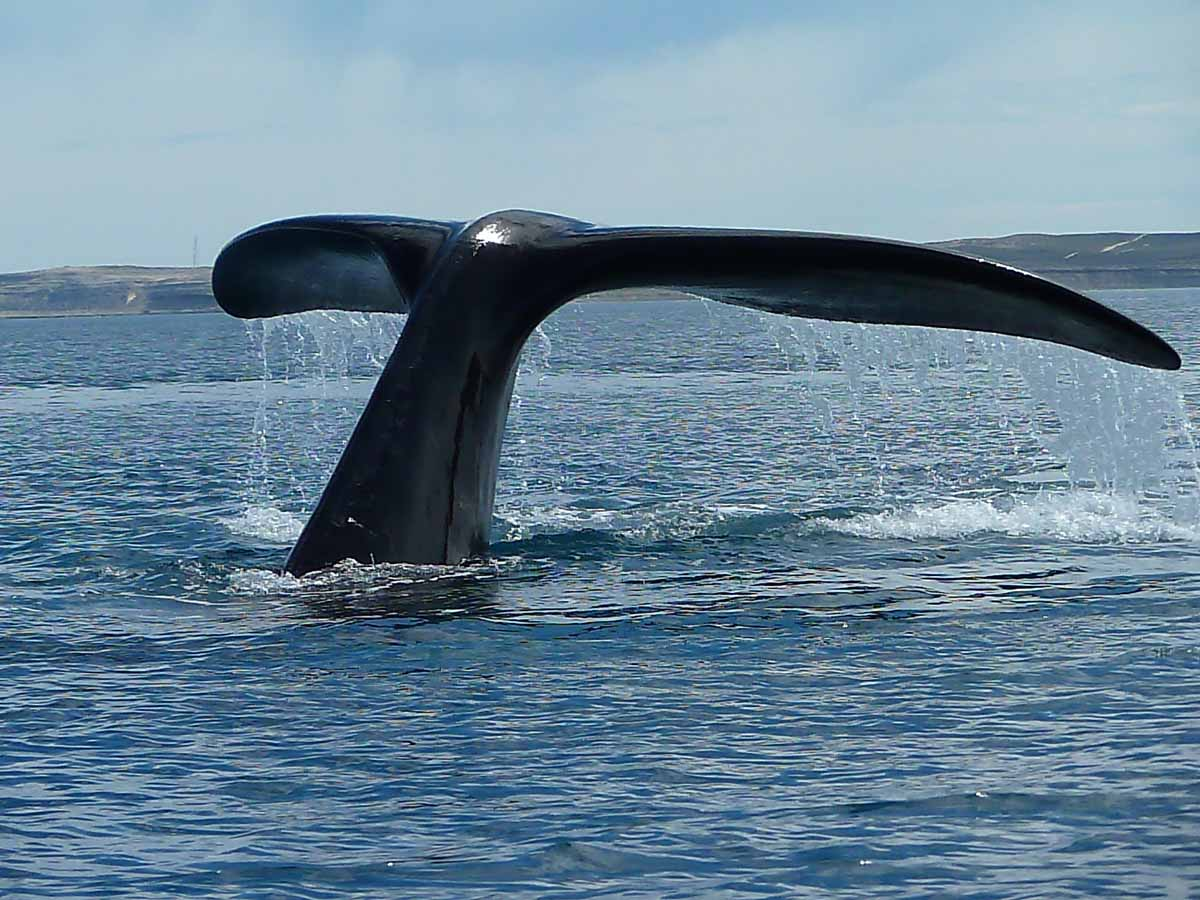
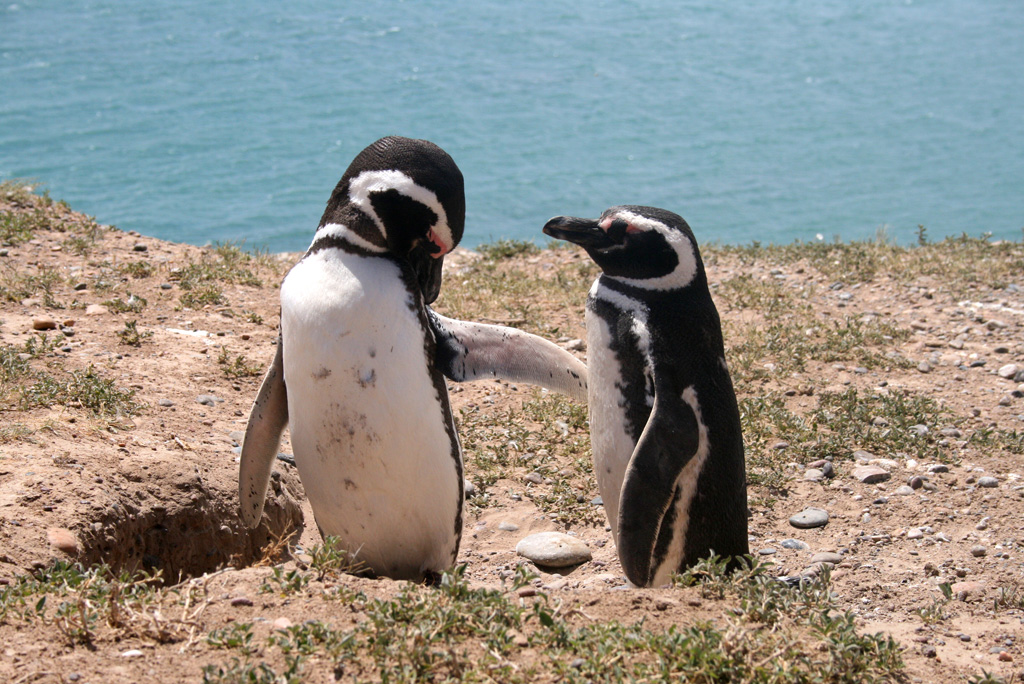
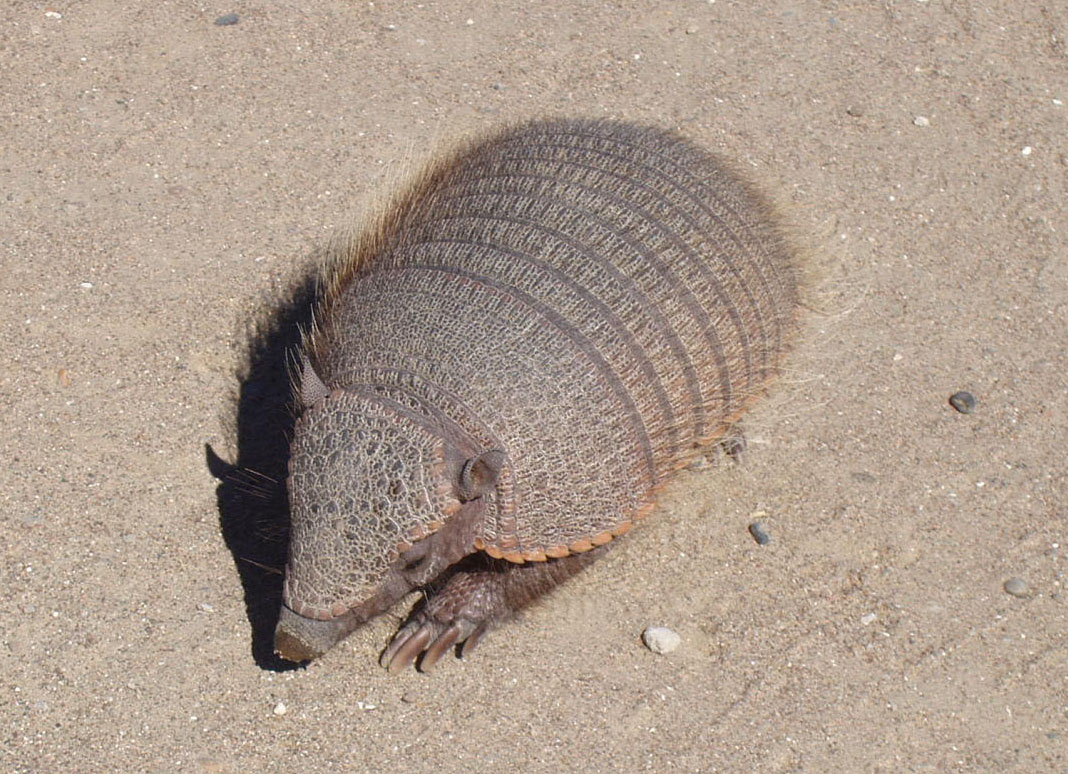
Tatu.